# 旧マクベインビル

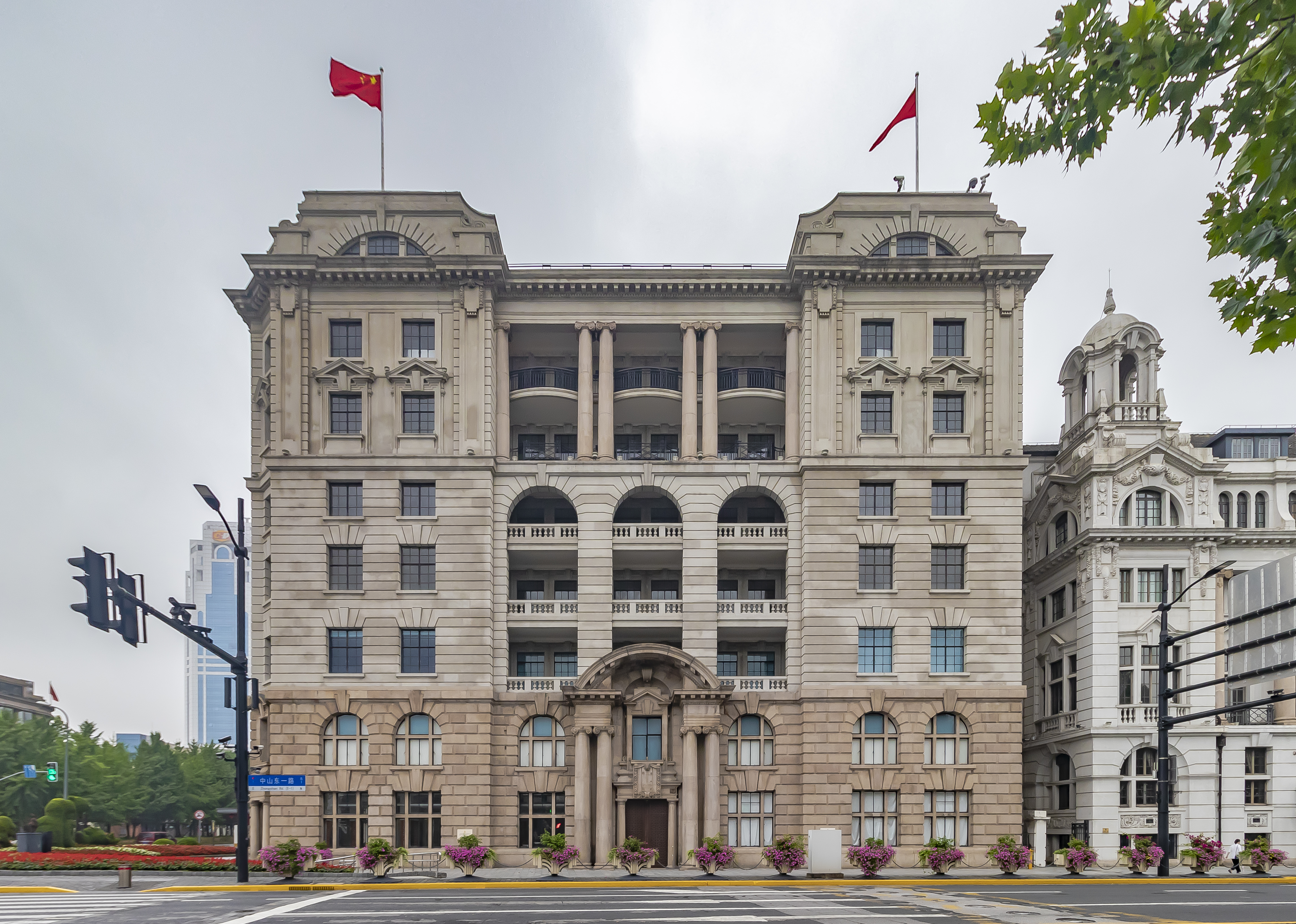
旧マクベインビル

マクベインビル（中国語: 麦边大楼、英語: McBain Building）は、上海外灘南端部に位置している建物。所在する土地の番号から、外灘1号と呼ばれることもあり、長い間亜細亜火油公司がこの土地を借りていたことからアジアビルとも呼ばれる。上海市優秀歴史建築に登録されている。
8階建ての折衷主義建築であり、1913年から1916年までに建築された。
このあたりは英国が租界を作るにあたって最初に手を賭けた場所であり、初期には英国資本の兆豊銀行がたっていた。その後、この土地はアメリカ資本のラッセル商会に渡ったが、ラッセル商会は1891年に一時休業し、この土地を売り払い、その後は輪船招商局が入ったが、それも長くなく、この次に英国マクベイン商会が買収した。1913年、マクベイン商会はこの土地の建物を建て直すことにし、7階建て、床面積1,1984平方メートルのビルを建てた。設計はモールヘッド&ハルス(Moorhead＆Halse、馬海洋行)であった。建築は全体的に新古典主義のデザインであり、正面にはイオニア式の大理石の円柱が四本、また、入り口はバロック風の装飾となっていた。
英国資本の石油会社シェルの子会社である、亜細亜火油公司がこのビルを長期にわたって借りることになった。このため、このビルはアジアビルと呼ばれることが多くなった。ここは亜細亜火油会社の華北、朝鮮半島での事業において本部として使われた。
亜細亜火油公司の上海での営業は1966年に停止するが、このビルは1950年の時点で中国共産党政府によって接収されていた。その後政府の一部門上海冶金設計院がこのビルを使用していたが、1996年にこのビルは中国太平洋保険会社の本部になった。
なお、亜細亜火油公司は漢口の英国租界にも社屋を持っており、そちらのビルもアジアビルと呼ばれた。